# کریستوفر کلک اینگولد

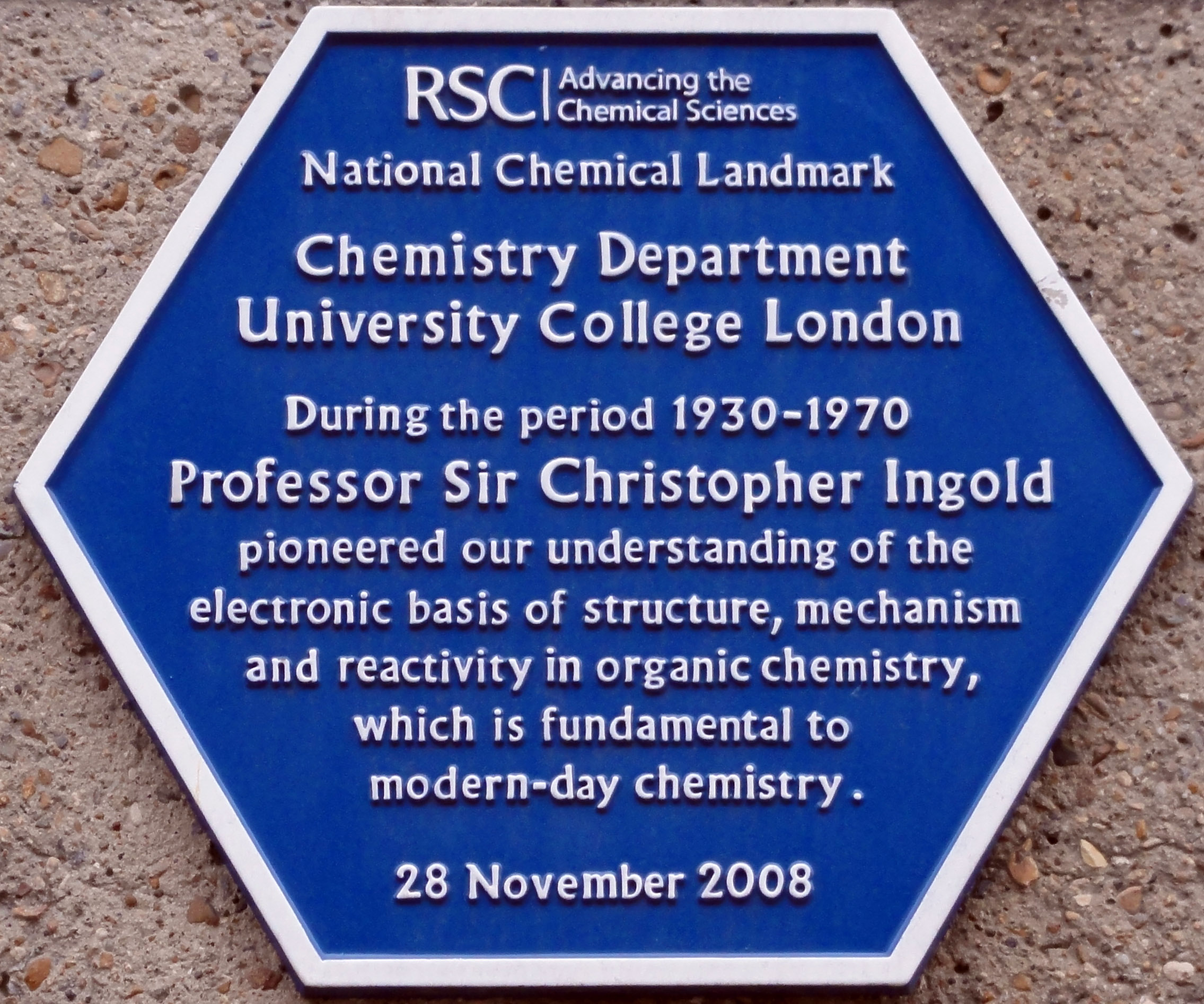
RSC commemorative plaque at University College.

کریستوفر کلک اینگولد (انگلیسی: Christopher Kelk Ingold؛ زاده ۲۸ اکتبر ۱۸۹۳ درگذشته ۸ دسامبر ۱۹۷۰) یک دانشمند در زمینه شیمی اهل بریتانیا بود.